# Estación de Aeropuerto Charles-de-Gaulle 2 TGV

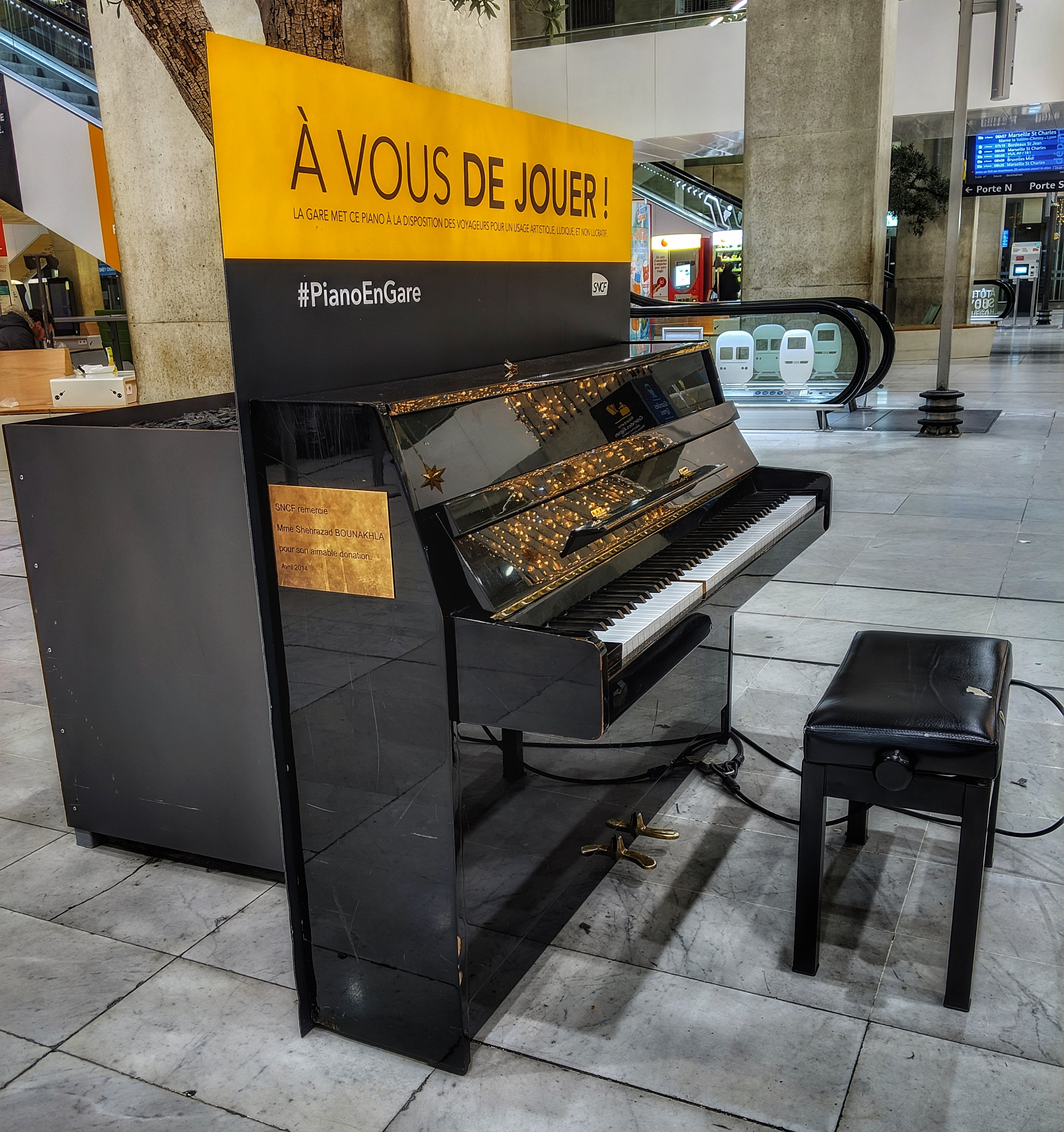
Piano libre

La estación de Aeropuerto Charles-de-Gaulle 2 TGV es una estación ferroviaria francesa situada en la comuna de Tremblay-en-France, en las inmediaciones del aeropuerto de París-Charles de Gaulle, al noreste de París.
Es una importante estación dentro de la red de alta velocidad al formar parte de la LGV Interconexión Este, una línea de 57 km que conecta entre sí, bordeando París, otras líneas de alta velocidad. Por la estación transitan también los trenes de cercanías de la línea B de la Red Exprés Regional más conocida como RER y el CDGVAL, un metro automático que la conecta con las terminales del aeropuerto. 

## Historia
Fue inaugurada el 29 de mayo de 1994 con la llegada de la línea de alta velocidad. A finales de ese mismo año se puso en marcha la estación de cercanías con la llegada de la línea B del RER tras la ampliación de la línea de Roissy. Por su parte, el metro automático data del 4 de abril de 2007.

## Descripción
Las estaciones del TGV y del RER si bien conjuntas se diferencian claramente bajo la inmensa vidriera de 27 500 m² que las cobija al estar separadas por una verja. La primera se compone de 6 vías, cuatro de ellas con acceso a dos andenes centrales. La estación RER solo dispone de dos vías y de un andén central. Una estructura similar es también la que muestra el CDGVAL.

## Servicios ferroviarios

### Alta velocidad
Por la estación transitan un elevado número de trenes TGV que abarcan las siguientes líneas y que generalmente usan como terminal norte la ciudad de Lille aunque existen variantes que permiten llegar hasta la ciudad belga de Bruselas:
- Línea Lille - Rennes
- Línea Lille - Brest
- Línea Lille - Quimper
- Línea Lille - Nantes
- Línea Lille - Le Croisic
- Línea Lille - Burdeos
- Línea Lille - Irún
- Línea Lille - Marsella
- Línea Lille - Toulon
- Línea Lille - Niza
- Línea Lille - Toulouse vía Burdeos o Lyon
- Línea Lille - Montpellier
- Línea Lille - Perpiñán
- Línea Lille - Lyon
- Línea Lille - Grenoble
- Línea Lille - Estrasburgo
- Línea Bruselas - Marne-la-Vallée

### Cercanías
Únicamente los trenes de la línea B del RER transitan por esta estación configurada como el terminal B3 de la línea. 